# Hyper-IgM-Syndrom Typ 4
Das Hyper-IgM-Syndrom Typ 4 (HIGM4) ist eine spezielle Form des seltenen Hyper-IgM-Syndromes, einer angeborenen Erkrankung mit erhöhtem Immunglobulin M und gleichzeitig vermindertem bis fehlendem Immunglobulin G und Immunglobulin A im Blutserum.
Die genaue Ursache ist bislang nicht bekannt.

## Klinische Erscheinungen
Die Erkrankung gehört zu  den Formen  ohne vermehrte Infektionen, also keiner erhöhten Infektionsneigung aufgrund des Immundefektes.